# Жердова (зупинний пункт)
Жердова — зупинний пункт Ніжинського напряму Київської дирекції Південно-Західної залізниці на лінії Ніжин — Київ-Пасажирський. Розташована між зупинним пунктом Димерка (5 км) та станцією Бобрик (4 км) у селі Тарасівка Броварського району Київської області.

## Історія
Зупинний пункт відкрито у 1964 році. Лінію електрифіковано в 1964 році.